# FUTURE BREEZE
『FUTURE BREEZE』（フューチャーブリーズ）は、moveの15枚目のシングル。

## 概要
- テクノやトランスの曲が続いた中、少し懐かしい雰囲気の曲にチェンジ。カップリングにはレゲエ・バージョンもあり、「夏」を強く意識した曲である。
- PVは九十九里浜にて撮影された。

## 収録曲

### CD
1. FUTURE BREEZE
  - 作詞：motsu 作曲・編曲：t-kimura
  - TBS系「CDTV-Neo」オープニングテーマ
2. Passenger Seat
  - 作詞：motsu 作曲・編曲：t-kimura
3. FUTURE BREEZE (Summer Breeze mix:t-kimura)
4. FUTURE BREEZE (Dabby Budda "NRG" mix)
5. FUTURE BREEZE (Orbitribe "End of summer" mix)
6. FUTURE BREEZE (Instrumental)
7. Passenger Seat (Instrumental)

### DVD
正式タイトルは「FUTURE BREEZE + various works」。発売当時、未発表であったSugar Sugar RainのPVを収録している。
1. FUTURE BREEZE
2. Sugar Sugar Rain
3. FUTURE BREEZE:VISUAL REMIXED BY TRAFFIX(Genki&NikK)
4. FUTURE BREEZE PV メイキング映像
5. t-kimura about SOUND
6. motsu about RAP
7. yuri about FASHON